# ودان، لیبی
ودان (به عربی: ودان) شهری در استان جفره واقع در کشور لیبی است که جمعیت آن در سال ۲۰۱۰ میلادی ۱۵٫۰۵۷ نفر بوده‌است.